# Kuda idu divlje svinje
Kuda idu divlje svinje je televizijska serija snimljena 1971. Prva je hrvatska igrana serija. Pisana, snimljena i montirana je isključivo za TV. Bila je dio dramskog programa TVZ-a, a prikazana je premijerno od 28. travnja do 30. lipnja iste godine.

## Sadržaj
Radnja se zbiva u okolici Zagreba, od 1941. do kraja 1943. godine. U središtu radnje su dvije suparničke grupe krijumčara: jednu, slabiju, čine braća Gavran-Crni Rok, koji je među braćom neosporni vođa, Šarac i Plik, a drugu, jaču, čine arogantni vođa Veriga, nespretni potrčko Moljac te razbijači Romel i Grizl. Osim s Verigom, braća Gavran se sukobljavaju i s Nijemcima i s ustaškim redarstvom. Na čelu redarstva nalaze se šef Kamilo Lisac i njegov najbolji agent Šojka. U sklopu redarstva se nalazi i oružnički podnarednik Mile Vrbica, koji je blizak prijatelj braće Gavran te drži stražu njihovom kriminalu u zamjenu za pola zarade. U pozadini radnje nalaze se komunistički ilegalci na čelu s neuhvatljivim Čapljom, čiji je blizak suradnik Veno, stariji brat Gavranovih...

## Uloge
- Ljubiša Samardžić – Crni Roko
- Fabijan Šovagović – Mile Vrbica
- Ivo Serdar – Šojka
- Mladen Crnobrnja – Plik
- Miodrag Lončar – Lujo
- Gordan Pičuljan – Šarac
- Jovan Ličina – Veriga
- Svetlana Bojković – Vera
- Ilija Džuvalekovski – Profesor
- Mirko Kraljev – Romel
- Vesna Malohodzić – Jelena
- Branislav Petrović – Grizl
- Zvonimir Torjanac – Kamilo Lisac
- Sabrija Biser – Moljac
- Drago Mitrović – Prota
- Izet Hajdarhodžić – Paganini
- Tihomir Polanec – Grof
- Zlatko Crnković – Veno
- Adem Čejvan – Čaplja
- Emil Glad – gost u kafiću
- Dragan Milivojević – SS-Obersturmbannführer (Potpukovnik)
- Martin Sagner – Prevoditelj
- Demeter Bitenc – SS-Untersturmführer (Poručnik)
- Boris Miholjević – Legionar Boris
- Božidar Smiljanić –
- Edo Peročević – skelar
- Kruno Valentić – željezničar
- Krešimir Zidarić – Krvavi Stipe
- Duško Valentić – Tomahavka
- Tatjana Beljakova – Lokmarka
- Zvonko Lepetić – Ljubo šofer
- Zlatko Madunić – Kinez
- Semka Sokolović – logorašica krojačica
- Ljudevit Galic – Gašpar mlinar
- Mira Župan – Marta Gorjanski
- Ivo Pajić – Jakša
- Jelica Lovrić – Gavranova majka
- Pavle Bogdanović – Pop Ivan
- Adam Vedernjak – Domobran
- Zvonimir Jurić – Bartol Fijačko
- Boris Festini – vozač
- Boro Šembera - gost

## Teme
Ova je serija akcijskoga karaktera odmah stekla veliku naklonost gledatelja, a poslije se o njoj govorilo kao o jednom od najvećih dostignuća domaće televizijske produkcije. Iskusni i plodni televizijski scenarist Ivo Štivičić ovdje se odlučio na ispitivanje jednog međuprostora kakav se stvara samo u ratnim okolnostima. U tom međuprostoru Štivičićevi junaci, koristeći se općom konfrontacijom, brutalno ostvaruju svoje privatne ciljeve. Njima opće bezakonje služi kao štit iza kojeg je sve dopušteno. Njihovi se postupci, međutim, sve više prepleću s tijekom općih zbivanja, pa ni oni za koje je rat bio samo dobra prilika za ilegalnu trgovinu i šverc ne mogu ostati po strani opće drame vremena. Značenje naslova: Riječ je o sposobnostima glavnih likova da u ratnim okolnostima zaklanjaju svoje tragove vješto poput divljih svinja.

## Proizvodnja
Prva klapa pala je 14. rujna 1970. godine, a početak emitiranja bio je 28. travnja 1971. godine. TV serija Kuda idu divlje svinje snimljena je za 111 radnih dana ili uz brzinu rada po kojoj bi cjelovečernji film bio snimljen za manje od 16 dana. U seriji od 10 nastavaka nastupa više od 70 profesionalnih glumaca. Ova TV serija ima značajke standardne filmske produkcije kako tehnički tako i kreativno.
U trenutku kada je Štivičić pripremao seriju, dramska redakcija nije bila neprikosnovena u produkciji igranih programa. Serija je povratila uzdrmani primat dramske redakcije. Tijekom produkcije nju se najavljivalo kao televizijsku Bitku na Neretvi, jer je snimana u koprodukciji s Jadran filmom i na 35 mm vrpci.
Budući da je siže o ratu dvije švercerske bande na zagrebačkoj periferiji, u kojem su partizani i ilegalci samo statisti, zaudarao na infekciju vesternom i ideološku blasfemiju, Štivičiću je itekako pomogao utjecaj Miroslava Krleže, koji je nesebično lobirao za seriju, a vjerojatno bio i "krivac" što je tada najoportunijem hrvatskom političaru Vladimiru Bakariću "podvaljena" na ogled najbenignija epizoda, kojoj je on dao prolaznu ocjenu. "Divlje svinje" postale su golemi hit i pobrale sve važne nagrade na festivalu u Bledu: jedino nije bio nagrađen Štivičić, bez kojeg tog uspjeha ne bi ni bilo.

## Naslijeđe
Kako je nastajala serija Kuda idu divlje svinje je dokumentarni kratki film snimljen je s posebnom svrhom: da se otkrije tajna zašto je i nakon 40 godina emitiranja ova antologijska serija još uvijek svježa i zanimljiva za gledatelje. Kroz razgovor sa sudionicima gledatelji saznaju zanimljivosti "ispred filmske kamere i iza nje", proces samog stvaranja, snimanja ove popularne serije TV Zagreb.
Početkom prosinca 2013. izdana je vrlo zanimljiva knjiga Kuda idu divlje svinje, autora Silvija Mirošničenka, koji se bavi fenomenom kultne istoimene televizijske serije. Mirošničenko u prvom dijelu knjige detaljno analizira seriju kroz žanrovske, povijesne, društveno-političke i brojne druge aspekte, a naročitu pozornost posvećuje recentnim novinskim osvrtima i kritikama, u drugom dijelu nalaze se opsežni razgovori sa scenaristom Ivom Štivičićem, glumcem Ljubišom Samardžićem i obitelji pokojnog redatelja Ivana Hetricha, dok zadnji najkraći pruža osnovne podatke o seriji i njezinim autorima. Knjiga je vrlo korisna svim obožavateljima serije i onima koji žele nešto više saznati o uvjetima i okolnostima njezinog nastanka.

## Kritike
Nenad Polimac je napisao 23. travnja 2014. u Jutarnjem listu:
»Krajem travnja 1971. počelo je emitiranje serije Televizije Zagreb “Kuda idu divlje svinje”, koja se u trenu prometnula u najpopularniji program na našim malim ekranima. Kako i ne bi kada je spojila konvencije partizanskog filma i krimića, imala glumačku ekipu koja je računala na odjek od “Vardara do Triglava”, a bogme bila i poprilično provokativna: niste tada samo tako mogli progurati koncept u kojem su u endehaškom Zagrebu glavni junaci šverceri, gangsteri i domobrani, a ilegalce se nazire tek u drugom planu. Nimalo slučajno što su tadašnjem ideološkom moćniku Vladimiru Bakariću poslali na ogled najbenigniju od ukupno deset epizoda.
U friško pokrenutom Hrvatskom tjedniku grmjeli su na seriju da gura Hrvatsku u blato, zavidnici su je nazivali “Bitkom na Neretvi” naše televizije, a domobran Mile Vrbica u sjajnoj glumačkoj izvedbi Fabijana Šovagovića iritirao je ne mali broj zadrtih partijskih aktivista. Ipak, sve je dobro prošlo i “Kuda idu divlje svinje” i danas je klasik a i prva domaća serija koja je dobila monografiju: autor joj je redatelj Silvio Mirošničenko, koji će je promovirati sutra na Danima hrvatskog filma.«

## Poveznice
- Kuda idu divlje svinje u internetskoj bazi filmova IMDb-a